# Shut Up and Drive
Shut Up and Drive är en låt framförd av Rihanna. Den återfinns på hennes tredje studioalbum, Good Girl Gone Bad och var andra singeln från albumet.

## Listplaceringar
| Lista (2007-2008)   | Topplacering |
| ------------------- | ------------ |
| Australien          | 4            |
| Belgien (Flandern)  | 9            |
| Belgien (Vallonien) | 12           |
| Danmark             | 33           |
| Finland             | 3            |
| Italien             | 8            |
| Nederländerna       | 7            |
| Norge               | 13           |
| Nya Zeeland         | 12           |
| Schweiz             | 1            |
| Sverige             | 3            |
| Österrike           | 31           |

### Fotnoter
1. ↑  Lamb, Bill. ”Rihanna - Shut Up and Drive”. About.com. The New York Times Company. Arkiverad från originalet den 23 oktober 2007. https://web.archive.org/web/20071023171207/http://top40.about.com/od/singles/gr/shutupanddrive.htm. Läst 9 november 2009.
2. ↑  ”Listplacering”. http://australian-charts.com/showitem.asp?interpret=Rihanna&titel=Shut+Up+And+Drive&cat=s. Läst 20 maj 2011.
3. ↑  ”Listplacering”. http://www.ultratop.be/nl/showitem.asp?interpret=Rihanna&titel=Shut+Up+And+Drive&cat=s. Läst 20 maj 2011.
4. ↑  ”Listplacering”. http://www.ultratop.be/fr/showitem.asp?interpret=Rihanna&titel=Shut+Up+And+Drive&cat=s. Läst 20 maj 2011.
5. ↑  ”Listplacering”. Arkiverad från originalet den 7 oktober 2011. https://web.archive.org/web/20111007030100/http://www.danishcharts.com/showitem.asp?interpret=Rihanna&titel=Shut+Up+And+Drive&cat=s. Läst 20 maj 2011.
6. ↑  ”Listplacering”. http://finnishcharts.com/showitem.asp?interpret=Rihanna&titel=Shut+Up+And+Drive&cat=s. Läst 20 maj 2011.
7. ↑  ”Listplacering”. http://italiancharts.com/showitem.asp?interpret=Rihanna&titel=Shut+Up+And+Drive&cat=s. Läst 20 maj 2011.
8. ↑  ”Listplacering”. http://dutchcharts.nl/showitem.asp?interpret=Rihanna&titel=Shut+Up+And+Drive&cat=s. Läst 20 maj 2011.
9. ↑  ”Listplacering”. http://norwegiancharts.com/showitem.asp?interpret=Rihanna&titel=Shut+Up+And+Drive&cat=s. Läst 20 maj 2011.
10. ↑  ”Listplacering”. Arkiverad från originalet den 13 november 2011. https://web.archive.org/web/20111113230604/http://www.charts.org.nz/showitem.asp?interpret=Rihanna&titel=Shut+Up+And+Drive&cat=s. Läst 20 maj 2011.
11. ↑  ”Listplacering”. http://hitparade.ch/showitem.asp?interpret=Rihanna&titel=Shut+Up+And+Drive&cat=s. Läst 20 maj 2011.
12. ↑  ”Listplacering”. http://swedishcharts.com/showitem.asp?interpret=Rihanna&titel=Shut+Up+And+Drive&cat=s. Läst 20 maj 2011.
13. ↑  ”Listplacering”. http://austriancharts.at/showitem.asp?interpret=Rihanna&titel=Shut+Up+And+Drive&cat=s. Läst 20 maj 2011.